# Wereldkampioenschappen noords skiën 2021
De wereldkampioenschappen noords skiën 2021 (officieel: Stora Enso Nordic World Ski Championships 2021) werden van 24 februari tot en met 7 maart 2021 gehouden in Oberstdorf.
Nieuw op het programma waren de noordse combinatie voor vrouwen, onderdeel Gundersen normale schans, en het schansspringen vanaf de grote schans voor vrouwen.

## Wedstrijdschema
| Februari/Maart     | 24 | 25 | 26 | 27 | 28 | 1 | 2 | 3 | 4 | 5 | 6 | 7 | T  |
| ------------------ | -- | -- | -- | -- | -- | - | - | - | - | - | - | - | -- |
| Langlaufen         | Q  | 2  |    | 2  | 2  |   | 1 | 1 | 1 | 1 | 1 | 1 | 12 |
| Noordse combinatie |    |    | 1  | 1  | 1  |   |   |   | 1 |   | 1 |   | 5  |
| Schansspringen     | Q  | 1  | 1  | 1  | 1  |   | Q | 1 | Q | 1 | 1 |   | 7  |
| Finales            | 0  | 3  | 2  | 4  | 4  | 0 | 1 | 2 | 2 | 2 | 3 | 1 | 24 |

## Medailles

### Langlaufen

#### Mannen
| Onderdeel                | Goud                                                                           | Goud                                         | Zilver                                                                                           | Zilver                              | Brons                                                                   | Brons                                                     |
| ------------------------ | ------------------------------------------------------------------------------ | -------------------------------------------- | ------------------------------------------------------------------------------------------------ | ----------------------------------- | ----------------------------------------------------------------------- | --------------------------------------------------------- |
| Sprint (klassieke stijl) | Johannes Høsflot Klæbo Noorwegen                                               | Johannes Høsflot Klæbo Noorwegen             | Erik Valnes Noorwegen                                                                            | Erik Valnes Noorwegen               | Håvard Solås Taugbøl Noorwegen                                          | Håvard Solås Taugbøl Noorwegen                            |
| 15 km vrije stijl        | Hans Christer Holund Noorwegen                                                 | 33.48,7                                      | Simen Hegstad Krüger Noorwegen                                                                   | 34.08,9                             | Harald Østberg Amundsen Noorwegen                                       | 34.24,3                                                   |
| 30 km skiatlon           | Aleksandr Bolsjoenov Russische skifederatie                                    | 1:11.33,9                                    | Simen Hegstad Krüger Noorwegen                                                                   | 1:11.35,0                           | Hans Christer Holund Noorwegen                                          | 1:11.35,6                                                 |
| 50 km klassieke stijl    | Emil Iversen Noorwegen                                                         | 2:10.52,9                                    | Aleksandr Bolsjoenov Russische skifederatie                                                      | 2:10.53,6                           | Simen Hegstad Krüger Noorwegen                                          | 2:11.01,1                                                 |
| Teamsprint (vrije stijl) | Noorwegen Erik Valnes Johannes Høsflot Klæbo                                   | Noorwegen Erik Valnes Johannes Høsflot Klæbo | Finland Ristomatti Hakola Joni Mäki                                                              | Finland Ristomatti Hakola Joni Mäki | Russische skifederatie Aleksandr Bolsjoenov Gleb Retivych               | Russische skifederatie Aleksandr Bolsjoenov Gleb Retivych |
| 4×10 km estafette        | Noorwegen Pål Golberg Emil Iversen Hans Christer Holund Johannes Høsflot Klæbo | 1:52.39,0                                    | Russische skifederatie Aleksej Tsjervotkin Ivan Jakimoesjkin Artjom Maltsev Aleksandr Bolsjoenov | 1:52.51,0                           | Frankrijk Hugo Lapalus Maurice Manificat Clément Parisse Jules Lapierre | 1:53.51,6                                                 |

#### Vrouwen
| Onderdeel                | Goud                                                                         | Goud                                 | Zilver                                                                                    | Zilver                                              | Brons                                                                          | Brons                               |
| ------------------------ | ---------------------------------------------------------------------------- | ------------------------------------ | ----------------------------------------------------------------------------------------- | --------------------------------------------------- | ------------------------------------------------------------------------------ | ----------------------------------- |
| Sprint (klassieke stijl) | Jonna Sundling Zweden                                                        | Jonna Sundling Zweden                | Maiken Caspersen Falla Noorwegen                                                          | Maiken Caspersen Falla Noorwegen                    | Anamarija Lampič Slovenië                                                      | Anamarija Lampič Slovenië           |
| 10 km vrije stijl        | Therese Johaug Noorwegen                                                     | 23.09,8                              | Frida Karlsson Zweden                                                                     | 24.04,0                                             | Ebba Andersson Zweden                                                          | 24.16,7                             |
| 15 km skiatlon           | Therese Johaug Noorwegen                                                     | 38.35,5                              | Frida Karlsson Zweden                                                                     | 39.05,5                                             | Ebba Andersson Zweden                                                          | 39.05,7                             |
| 30 km klassieke stijl    | Therese Johaug Noorwegen                                                     | 1:24.56,3                            | Heidi Weng Noorwegen                                                                      | 1:27.30,5                                           | Frida Karlsson Zweden                                                          | 1:27.31,1                           |
| Teamsprint (vrije stijl) | Zweden Maja Dahlqvist Jonna Sundling                                         | Zweden Maja Dahlqvist Jonna Sundling | Zwitserland Laurien van der Graaff Nadine Fähndrich                                       | Zwitserland Laurien van der Graaff Nadine Fähndrich | Slovenië Eva Urevc Anamarija Lampič                                            | Slovenië Eva Urevc Anamarija Lampič |
| 4×5 km estafette         | Noorwegen Tiril Udnes Weng Heidi Weng Therese Johaug Helene Marie Fossesholm | 53.43,2                              | Russische skifederatie Jana Kirpitsjenko Joelia Stoepak Tatjana Sorina Natalja Neprjajeva | 54.09,8                                             | Finland Jasmi Joensuu Johanna Matintalo Riitta-Liisa Roponen Krista Pärmäkoski | 54.29,4                             |

### Noordse combinatie

#### Mannen
| Onderdeel                | Goud                                                                          | Goud    | Zilver                                                            | Zilver  | Brons                                                                   | Brons   |
| ------------------------ | ----------------------------------------------------------------------------- | ------- | ----------------------------------------------------------------- | ------- | ----------------------------------------------------------------------- | ------- |
| Gundersen normale schans | Jarl Magnus Riiber Noorwegen                                                  | 23.01,2 | Ilkka Herola Finland                                              | 23.01,6 | Jens Lurås Oftebro Noorwegen                                            | 23.02,1 |
| Gundersen grote schans   | Johannes Lamparter Oostenrijk                                                 | 23.11,1 | Jarl Magnus Riiber Noorwegen                                      | 23.48,2 | Akito Watabe Japan                                                      | 23.56,9 |
| Team                     | Noorwegen Espen Bjørnstad Jørgen Gråbak Jens Lurås Oftebro Jarl Magnus Riiber | 43.57,7 | Duitsland Terence Weber Fabian Rießle Eric Frenzel Vinzenz Geiger | 44.40,4 | Oostenrijk Johannes Lamparter Lukas Klapfer Mario Seidl Lukas Greiderer | 44.46,8 |
| Teamsprint               | Oostenrijk Johannes Lamparter Lukas Greiderer                                 | 29.29,7 | Noorwegen Espen Andersen Jarl Magnus Riiber                       | 30.09,3 | Duitsland Fabian Rießle Eric Frenzel                                    | 30.37,1 |

#### Vrouwen
| Onderdeel                | Goud                           | Goud    | Zilver                     | Zilver  | Brons                       | Brons   |
| ------------------------ | ------------------------------ | ------- | -------------------------- | ------- | --------------------------- | ------- |
| Gundersen normale schans | Gyda Westvold Hansen Noorwegen | 13.10,4 | Mari Leinan Lund Noorwegen | 13.24,2 | Marte Leinan Lund Noorwegen | 13.29,2 |

### Schansspringen

#### Mannen
| Onderdeel         | Goud                                                                  | Goud   | Zilver                                                           | Zilver | Brons                                                      | Brons  |
| ----------------- | --------------------------------------------------------------------- | ------ | ---------------------------------------------------------------- | ------ | ---------------------------------------------------------- | ------ |
| Normale schans    | Piotr Żyła Polen                                                      | 0268,9 | Karl Geiger Duitsland                                            | 0265,2 | Anže Lanišek Slovenië                                      | 0261,5 |
| Grote schans      | Stefan Kraft Oostenrijk                                               | 0276,5 | Robert Johansson Noorwegen                                       | 0272,1 | Karl Geiger Duitsland                                      | 0267,4 |
| Team grote schans | Duitsland Pius Paschke Severin Freund Markus Eisenbichler Karl Geiger | 1046,6 | Oostenrijk Philipp Aschenwald Jan Hörl Daniel Huber Stefan Kraft | 1035,5 | Polen Piotr Żyła Andrzej Stękała Kamil Stoch Dawid Kubacki | 1031,2 |

#### Vrouwen
| Onderdeel           | Goud                                                                         | Goud  | Zilver                                                     | Zilver | Brons                                                                     | Brons |
| ------------------- | ---------------------------------------------------------------------------- | ----- | ---------------------------------------------------------- | ------ | ------------------------------------------------------------------------- | ----- |
| Normale schans      | Ema Klinec Slovenië                                                          | 279,6 | Maren Lundby Noorwegen                                     | 276,5  | Sara Takanashi Japan                                                      | 276,3 |
| Grote schans        | Maren Lundby Noorwegen                                                       | 296,6 | Sara Takanashi Japan                                       | 287,9  | Nika Križnar Slovenië                                                     | 287,1 |
| Team normale schans | Oostenrijk Daniela Iraschko-Stolz Sophie Sorschag Chiara Hölzl Marita Kramer | 959,3 | Slovenië Nika Križnar Špela Rogelj Urša Bogataj Ema Klinec | 957,9  | Noorwegen Silje Opseth Anna Odine Strøm Thea Minyan Bjørseth Maren Lundby | 942,1 |

#### Gemengd
| Onderdeel           | Goud                                                                       | Goud   | Zilver                                                                     | Zilver | Brons                                                                        | Brons |
| ------------------- | -------------------------------------------------------------------------- | ------ | -------------------------------------------------------------------------- | ------ | ---------------------------------------------------------------------------- | ----- |
| Team normale schans | Duitsland Katharina Althaus Markus Eisenbichler Anna Rupprecht Karl Geiger | 1000,8 | Noorwegen Silje Opseth Robert Johansson Maren Lundby Halvor Egner Granerud | 995,6  | Oostenrijk Marita Kramer Michael Hayböck Daniela Iraschko-Stolz Stefan Kraft | 986,5 |

### Medailleklassement
| Plaats | Land                   | Goud | Zilver | Brons | Totaal |
| 1      | Noorwegen              | 13   | 11     | 7     | 31     |
| 2      | Oostenrijk             | 4    | 1      | 2     | 7      |
| 3      | Zweden                 | 2    | 2      | 3     | 7      |
| 4      | Duitsland              | 2    | 2      | 2     | 6      |
| 5      | Russische skifederatie | 1    | 3      | 1     | 5      |
| 6      | Slovenië               | 1    | 1      | 4     | 6      |
| 7      | Polen                  | 1    | 0      | 1     | 2      |
| 8      | Finland                | 0    | 2      | 1     | 3      |
| 9      | Japan                  | 0    | 1      | 2     | 3      |
| 10     | Zwitserland            | 0    | 1      | 0     | 1      |
| 11     | Frankrijk              | 0    | 0      | 1     | 1      |
| Totaal | Totaal                 | 24   | 24     | 24    | 72     |

## Uitzendrechten
- Canada: CBC Sports[1]
- Duitsland: ARD/ZDF[2]
- Finland: Yle
- Nederland: Eurosport
- Noorwegen: NRK
- Zweden: SVT[3][4]
- Zwitserland: SRG SSR[5]